# Peter Mitchell-Thomson
Peter Mitchell-Thomson, 2 Baron Selsdon (Lord Selsdon, ur. 28 maja 1913 roku, zm. 7 lutego 1963) – baron Selsdon, syn Williama Mitchella-Thomsona i ojciec Malcolma Mitchella-Thomson.

## Kariera wyścigowa
W wyścigach samochodowych Mitchell-Thomson startował głównie w wyścigach samochodów sportowych. W latach 1935, 1939, 1949-1950 Francuz pojawiał się w stawce 24-godzinnego wyścigu Le Mans. W drugim sezonie startów stanął na drugim stopniu podium w klasie 5, a w klasyfikacji generalnej był czwarty. W sezonie 1949 odniósł zwycięstwo w klasie S 2.0, co było równoznaczne ze zwycięstwem w całym wyścigu.